# Người tình của tôi
Người tình của tôi (tiếng Hàn: 애인 있어요; Romaja: Aein Isseoyo; Tiếng Anh: I have a lover), hay còn có tựa tiếng Việt khác là Yêu anh lần nữa là một bộ phim truyền hình Hàn Quốc 2015 với sự tham gia của Kim Hyun-joo và Ji Jin-hee. Phim được phát sóng trên SBS vào thứ bảy và chủ nhật lúc 22:00 gồm 50 tập bắt đầu từ ngày 22 tháng 8 năm 2015. Đây là màn tái hợp đầu tiên của Kim Hyun-hoo và Ji Jin-hee sau bộ phim Cô Kim muốn làm triệu phú (2004)

## Nội dung
Người tình của tôi xoay quanh câu chuyện về người phụ nữ xinh đẹp, tài giỏi Do Hae-kang (Kim Hyun-joo). Cô là một nữ luật sư thành đạt, có một cuộc sống hạnh phúc với chồng là Choi Jin-eon (Ji Jin-hee), nhưng như thế vẫn chưa đủ, cô còn muốn thành công hơn nữa. Tham vọng quá lớn đã khiến mối quan hệ của cô với chồng trên bờ vực tan vỡ. Trong lúc đó, Choi Jin-eon đã nảy sinh tình cảm với Kang Seol-ri (Park Han-byul) khi họ học chung lớp cao học. Mối tình vụng trộm này bị Do Hae-kang phát hiện. Trớ trêu thay, chưa kịp giành lại tình cảm của chồng thì cô gặp phải một tai nạn thảm khốc và bị mất trí nhớ. Sau tai nạn đó, Do Hae-kang bắt đầu một cuộc sống mới với cái tên Yong-gi. Định mệnh sắp đặt cô gặp lại chồng cũ và nảy sinh tình cảm với anh. Tình yêu lần thứ hai của cô vẫn với cùng một người đàn ông.

## Diễn viên

### Nhân vật chính
- Kim Hyun-joo   trong vai Do Hae-kang (Dokgo Ongi) - vợ của Choi Jin-eon. Cô là người phụ nữ tài sắc vẹn toàn, được bố chồng yêu quý giao nhiều trọng trách. Cô là luật sư riêng của công ty dược phẩm Cheonnyeon, do bố chồng cô làm chủ tịch. Thế nhưng, cô lại không thể giữ được chồng là Choi Jin-eon (Ji Jin-hee). Do quá yêu công việc và thờ ơ với đứa con nhỏ đã mất của mình, Do Hae-kang bị chồng đối xử lạnh nhạt. Khi tình cảm của hai người trở nên “nguội lạnh”, Do Hae-kang bất ngờ gặp tai nạn thảm khốc. Vụ va chạm khiến cô mất trí nhớ và bị hoán đổi thân phận. Từ một nữ luật sư đầy quyền lực, Do Hae-kang trở thành Yong-gi hiền lành, nghèo khó (Yong-gi là chị gái sinh đôi bị thất lạc của Do Hae-kang). Trong thân phận Yong-gi, một lần nữa cô lại nảy sinh tình cảm với chính chồng cũ của mình – Choi Jin-eon.
- Kim Hyun-joo  trong vai Dok Go Yong-gi - Chị gái sinh đôi của Hae-kang, mẹ của Woo-joo. Yong-gi là một người phụ nữ hiền lành, nghèo khó. Cô từng làm tại công ty dược phẩm Cheonnyeon.
- Ji Jin-hee Chồng của nữ nhân vật chính Do Hae-kang. Sau cái chết của con, Choi Jin-eon bắt đầu chán nản cuộc sống hôn nhân, lạnh nhạt với vợ và dần bị thu hút bởi cô nữ sinh xinh đẹp Kang Seol-ri (Park Han-byul). Họ lén lút nảy sinh tình cảm với nhau cho đến khi bị Do Hae-kang phát hiện.
- Park Han-byul vai Kang Seol-ri - Cô sinh viên hữu ngoại hình xinh đẹp, trẻ trung. Xung quanh cô có không biết bao nhiêu anh chàng si tình theo đuổi, thế nhưng cô lại nảy sinh tình cảm với tiền bối Choi Jin-eon – một người đàn ông đã có vợ. Bản thân cô ý thức rõ điều này, nhưng cô vẫn không hề cảm thấy tội lỗi hay áy náy, thậm chí cô còn công khai giành giật Choi Jin-eon với Do Hae-kang.
- Lee Kyu-han  trong vai Baek-seok- Anh là mối tình đầu của Yong-gi “thật”. Tuy là một luật sư nhưng nhân vật Baek Seok của Lee Gyu-han lại là người rất hài hước, tốt bụng, thậm chí có phần hơi “lãng tử”. Anh cũng là người giúp đỡ Do Hae-kang rất nhiều kể từ sau khi cô gặp tai nạn và sống dưới cái tên Yong-gi.

### Gia đình của Jin-eon Choi
- Dokgo Young-jae  trong vai Choi Man-ho - cha của Jin-eon
- Na Young-hee  trong vai Hong Se-hee - mẹ của Jin-eon
- Gong Hyeong-jin  trong vai Min Tae-seok - chồng của Jin-ri
- Baek Ji-won  trong vai Choi Jin-ri - em gái cùng cha khác mẹ của Jin-eon

### Gia đình của Dok Go Yong-gi
- Kim Cheong vai Kim  Gyu-nam - Onggi, mẹ của Dok Go Yong-gi
- Kim Ha-yu  trong vai Dok-go-joo - con gái của Dok-go-yong-gi

### Gia đình của Baekseok
- Choi Jung-woo  trong vai Baek Jun-sang - cha của Baek-seok
- Seo Ji-hee  vai Baek Ji (Baek Ji lúc nhỏ: Park Ha - lúc nhỏ) - tên thật là Jang Soo-young
- Seo Dong-hyun: Baekhyun
- Shin Soo-yeon  trong vai Thiên nga (Thiên nga trẻ: Lee Chae-mi)
- Kim Do-yeop  trong vai Baek Beom
- Ahn  Jung- woo trong vai Baek Joon

### Những người khác xung quanh
- Lee Jae-yoon  trong vai Min Gyu-seok - em trai của Tae-seok, bác sĩ nhi khoa (chuyên về các bệnh nan y)
- Seo Dong-won trong vai Go Hyeon-woo - bạn của Jin-eon
- Lee Seung-hyung  trong vai Kim Hak-soo - cựu giám đốc điều hành của công ty dược phẩm Cheonnyeon
- Jang Won-young trong vai Byeon Kang-seok - Người quản lý trực tiếp của Dok Go yong-gi
- Kim Ho-chang
- Seo-Jun Kang: Đồng nghiệp của Dok Go yong-gi
- Kim Bo-jeong trong vai Song Mi-ae - đồng nghiệp của Dok Go yong-gi tại nơi làm việc
- Lee Jae-woo  trong vai Kim Seon-ryong - Chồng của Dok Go yong-gi
- Son Gun-woo  trong vai tổng thư ký chưởng lý của Baek-seok
- Yeo Woon-bok trong vai công tố viên Kim Seon-ho
- Son Se-bin  trong vai Ha Seo-joon

### Xuất hiện đặc biệt
- Kang Bu-ja  trong vai Nam Cho-rok - Bà nội của Dok Go Yong-gi
- Seon-woo Jae-deok trong vai Dok Go-ji-hoon - người anh Dok Go yong-gi

### Những người khác
- Lee Sang-hoon  người đàn ông theo dõi Dok Go yong-gi
- Hwang Min-ho  chồng của nguyên đơn phiên tòa tác dụng phụ của thuốc Terracorp
- Lee Si-  đã thắng trong vai Hye-joo, nguyên đơn trong phiên tòa xét xử tác dụng phụ của thuốc Terracorp
- Lee Ji-yeon
- Han Dong-hwan với tư cách  là luật sư của nguyên đơn tại phiên tòa xét xử tác dụng phụ của thuốc Terracorp
- Servoic
- Ahn Seong-geon
- Kang Jun-seok
- Kim Yong-wan
- Joharin
- Park jung min
- Wonjang Lee
- Han Yeo-len
- Oh Eun-chan  trong vai một đứa trẻ ăn trộm đồ ở cửa hàng của Yong
- Youngseo Lee
- Kim Dong-gyun trong vai chủ của ngôi nhà nơi Sulli sống
- Kim Myung-jin
- Kang Jeong-gu
- Kim Yun-ju
- Ji  Seong-geun
- Kim Soo-hong trong vai  nhân viên mang giấy chứng nhận bằng sáng chế đến văn phòng chủ tịch
- Min Jeong-hyeon
- Shin Ah-jeong
- Seo Jeong-ha
- Kim Mi-kyung
- Baek Kyung-min
- Sunghoon Ahn
- Jeong Ho
- Lee Yoon-sang
- Han Grim
- Lee Chang: Khách hàng của Baek-seok đang nợ lương
- Min Moo-je trong vai  một ông chủ bị nợ lương
- Hong Seung-beom trong vai bác sĩ chăm sóc
- Donggyu Jeong
- Kim Jong-ho  trong vai nhân viên cứu hộ 119
- Seo Gwang-  jae trong vai người quản lý một két sắt tư nhân
- Jang Moon-seok: Giám đốc CF
- Kim Kwang-in trong  vai bác sĩ
- Kim Tae-young
- Wonpyo Hong
- Jang Se-hyeon  trong vai Geumgangsan
- Hong Seong-sook trong vai thư ký Song
- Seo Ho-cheol
- Min Jun-ho
- Wonjang Lee
- Ha-Young

## Sản xuất

### Phát triển
Buổi đọc kịch bản đầu tiên được tổ chức tại Trung tâm Sản xuất SBS Tanhyeon-dong vào ngày 27 tháng 6 năm 2015

### Quảng bá
Buổi họp báo ra mắt bộ phim được tổ chức vào ngày 20 tháng 8 năm 2015 tại Toà nhà trung tâm phát sóng SBS, Mok-dong, Yangcheon-gu, Seoul với sự tham dự của dàn diễn viên chính và đoàn làm phim.

## Nhạc phim

### I Have a Lover: OST (Nhiều nghệ sĩ)
| STT              | Nhan đề                                    | Artist                           | Thời lượng |
| ---------------- | ------------------------------------------ | -------------------------------- | ---------- |
| 1.               | "Lover Main Title"                         | Jeon Chang Yeop & Jin Myeongyong | 4:49       |
| 2.               | "The Two Of Us 우리 두 사람"               | Lee Eun Mi (이은미)              | 4:26       |
| 3.               | "Years 세월"                               | Ryu (류)                         | 4:36       |
| 4.               | "Though I Love And Love 사랑하고 사랑해도" | Ryu (류)                         | 4:36       |
| 5.               | "Never Return The Days"                    | Jeon Chang Yeop & Jin Myeongyong | 2:04       |
| 6.               | "Memory Reverse Tension"                   | Jeon Chang Yeop & Jin Myeongyong | 3:08       |
| 7.               | "Abyss"                                    | Various Artists                  | 2:55       |
| 8.               | "Sad Sonata"                               | Various Artists                  | 2:43       |
| 9.               | "Returned Destiny"                         | Jeon Chang Yeop & Jin Myeongyong | 3:47       |
| 10.              | "Missing My Old Time"                      | Various Artists                  | 3:17       |
| 11.              | "Sunset Love Theme"                        | Jeon Chang Yeop & Jin Myeongyong | 3:33       |
| 12.              | "Sunset Waltz"                             | Jeon Chang Yeop & Jin Myeongyong | 2:43       |
| 13.              | "Destiny"                                  | Various Artists                  | 2:43       |
| 14.              | "Lovely Poem"                              |                                  | 2:32       |
| 15.              | "Campus Look"                              | Jeon Chang Yeop & Jin Myeongyong | 2:16       |
| 16.              | "Lonely Street"                            | Various Artists                  | 1:40       |
| 17.              | "Heart Arrest"                             | Jeon Chang Yeop & Jin Myeongyong | 3:07       |
| 18.              | "Black Out Tension"                        | Jeon Chang Yeop & Jin Myeongyong | 1:45       |
| 19.              | "Loss Of Memory Shock"                     | Jeon Chang Yeop & Jin Myeongyong | 2:58       |
| Tổng thời lượng: | Tổng thời lượng:                           | Tổng thời lượng:                 | 59:63      |

### Singles

#### Phần 1
| Phát hành ngày 11 tháng 9 năm 2015 | Phát hành ngày 11 tháng 9 năm 2015     | Phát hành ngày 11 tháng 9 năm 2015 | Phát hành ngày 11 tháng 9 năm 2015 |
| STT                                | Nhan đề                                | Ca sĩ                              | Thời lượng                         |
| ---------------------------------- | -------------------------------------- | ---------------------------------- | ---------------------------------- |
| 1.                                 | "우리 두 사람" (The Two of Us)         | 이은미 (Lee Eun Mi)                | 4:47                               |
| 2.                                 | "우리 두 사람 (inst.)" (The Two of Us) | 이은미 (Lee Eun Mi)                | 4:47                               |
| Tổng thời lượng:                   | Tổng thời lượng:                       | Tổng thời lượng:                   | 9:34                               |

### Phần 2
| Phát hành ngày 16 tháng 10 năm 2015 | Phát hành ngày 16 tháng 10 năm 2015 | Phát hành ngày 16 tháng 10 năm 2015 | Phát hành ngày 16 tháng 10 năm 2015 |
| STT                                 | Nhan đề                             | Ca sĩ                               | Thời lượng                          |
| ----------------------------------- | ----------------------------------- | ----------------------------------- | ----------------------------------- |
| 1.                                  | "세월" (Years)                      | 류 (Ryu)                            | 4:26                                |
| 2.                                  | "세월 (inst.)" (Years)              | 류 (Ryu)                            | 4:26                                |
| Tổng thời lượng:                    | Tổng thời lượng:                    | Tổng thời lượng:                    | 8:52                                |

### Phần 3
| Phát hành ngày 8 tháng 1 năm 2016 | Phát hành ngày 8 tháng 1 năm 2016 | Phát hành ngày 8 tháng 1 năm 2016 | Phát hành ngày 8 tháng 1 năm 2016 |
| STT                               | Nhan đề                           | Ca sĩ                             | Thời lượng                        |
| --------------------------------- | --------------------------------- | --------------------------------- | --------------------------------- |
| 1.                                | "사랑하고 사랑해도"               | 류 (Ryu)                          | 4:36                              |
| Tổng thời lượng:                  | Tổng thời lượng:                  | Tổng thời lượng:                  | 4:36                              |

## Tỉ suất người xem
| Tập | Ngày phát sóng đầu tiên   | Tỷ lệ người xem trung bình | Tỷ lệ người xem trung bình | Tỷ lệ người xem trung bình | Tỷ lệ người xem trung bình |
| Tập | Ngày phát sóng đầu tiên   | TNmS                       | TNmS                       | AGB                        | AGB                        |
| Tập | Ngày phát sóng đầu tiên   | Toàn quốc                  | Seoul                      | Toàn quốc                  | Seoul                      |
| --- | ------------------------- | -------------------------- | -------------------------- | -------------------------- | -------------------------- |
| 1 | ngày 22 tháng 8 năm 2015  | 4.1%                       | 5.3%                       | 6.4%                       | 7.6%                       |
| 2 | ngày 23 tháng 8 năm 2015  | 4.1%                       | 4.8%                       | 5.1%                       | 5.7%                       |
| 3 | ngày 29 tháng 8 năm 2015  | 4.2%                       | 4.4%                       | 5.2%                       | 5.3%                       |
| 4 | ngày 30 tháng 8 năm 2015  | 3.5%                       | 3.6%                       | 3.9%                       | 3.9%                       |
| 5 | ngày 5 tháng 9 năm 2015   | 4.9%                       | 5.0%                       | 5.4%                       | 5.4%                       |
| 6 | ngày 6 tháng 9 năm 2015   | 4.4%                       | 4.5%                       | 5.3%                       | 5.3%                       |
| 7 | ngày 12 tháng 9 năm 2015  | 4.4%                       | 4.6%                       | 5.4%                       | 5.2%                       |
| 8 | ngày 13 tháng 9 năm 2015  | 3.7%                       | 3.8%                       | 5.3%                       | 5.2%                       |
| 9 | ngày 19 tháng 9 năm 2015  | 4.3%                       | 4.6%                       | 5.7%                       | 5.4%                       |
| 10 | ngày 20 tháng 9 năm 2015  | 5.0%                       | 5.2%                       | 6.6%                       | 6.4%                       |
| 11 | ngày 3 tháng 10 năm 2015  | 4.8%                       | 5.6%                       | 7.0%                       | 7.8%                       |
| 12 | ngày 4 tháng 10 năm 2015  | 5.1%                       | 5.9%                       | 7.1%                       | 7.8%                       |
| 13 | ngày 10 tháng 10 năm 2015 | 4.7%                       | 6.0%                       | 7.1%                       | 8.5%                       |
| 14 | ngày 11 tháng 10 năm 2015 | 5.4%                       | 6.1%                       | 7.1%                       | 8.4%                       |
| 15 | ngày 17 tháng 10 năm 2015 | 5.2%                       | 6.3%                       | 7.6%                       | 8.6%                       |
| 16 | ngày 18 tháng 10 năm 2015 | 5.9%                       | 6.9%                       | 7.2%                       | 8.4%                       |
| 17 | ngày 24 tháng 10 năm 2015 | 5.4%                       | 6.9%                       | 7.6%                       | 9.1%                       |
| 18 | ngày 25 tháng 10 năm 2015 | 6.2%                       | 6.7%                       | 7.6%                       | 9.1%                       |
| 19 | ngày 31 tháng 10 năm 2015 | 5.4%                       | 6.3%                       | 7.5%                       | 8.8%                       |
| 20 | ngày 1 tháng 11 năm 2015  | 5.1%                       | 6.6%                       | 8.1%                       | 9.6%                       |
| 21 | ngày 7 tháng 11 năm 2015  | 6.5%                       | 7.7%                       | 8.0%                       | 9.4%                       |
| 22 | ngày 14 tháng 11 năm 2015 | 6.8%                       | 7.5%                       | 9.8%                       | 11.6%                      |
| 23 | ngày 21 tháng 11 năm 2015 | 8.0%                       | 8.7%                       | 11.2%                      | 13.1%                      |
| 24 | ngày 22 tháng 11 năm 2015 | 5.8%                       | 6.3%                       | 7.6%                       | 8.8%                       |
| 25 | ngày 28 tháng 11 năm 2015 | 4.6%                       | 5.7%                       | 6.8%                       | 7.8%                       |
| 26 | ngày 29 tháng 11 năm 2015 | 4.7%                       | 5.6%                       | 7.4%                       | 8.3%                       |
| 27 | ngày 5 tháng 11 năm 2015  | 4.8%                       | 5.7%                       | 7.3%                       | 8.8%                       |
| 28 | ngày 6 tháng 12 năm 2015  | 4.5%                       | 5.8%                       | 7.4%                       | 8.6%                       |
| 29 | ngày 12 tháng 12 năm 2015 | 5.2%                       | 6.4%                       | 7.3%                       | 8.0%                       |
| 30 | ngày 13 tháng 12 năm 2015 | 5.5%                       | 6.3%                       | 7.9%                       | 9.0%                       |
| 31 | ngày 19 tháng 12 năm 2015 | 4.6%                       | 5.5%                       | 7.1%                       | 7.9%                       |
| 32 | ngày 20 tháng 12 năm 2015 | 4.6%                       | 5.7%                       | 7.4%                       | 8.4%                       |
| 33 | ngày 26 tháng 12 năm 2015 | 3.8%                       | 4.9%                       | 6.7%                       | 7.8%                       |
| 34 | ngày 2 tháng 1 năm 2016   | 4.3%                       | 5.4%                       | 6.6%                       | 7.3%                       |
| 35 | ngày 3 tháng 1 năm 2016   | 4.3%                       | 5.5%                       | 7.2%                       | 8.3%                       |
| 36 | ngày 9 tháng 1 năm 2016   | 4.3%                       | 5.0%                       | 6.2%                       | 6.9%                       |
| 37 | ngày 10 tháng 1 năm 2016  | 4.0%                       | 4.6%                       | 6.7%                       | 7.4%                       |
| 38 | ngày 17 tháng 1 năm 2016  | 4.6%                       | 5.5%                       | 6.3%                       | 7.2%                       |
| 39 | ngày 23 tháng 1 năm 2016  | 8.5%                       | 9.8%                       | 11.4%                      | 13.1%                      |
| 40 | ngày 24 tháng 1 năm 2016  | 3.6%                       | 4.7%                       | 5.9%                       | 6.9%                       |
| 41 | ngày 30 tháng 1 năm 2016  | 4.4%                       | 4.7%                       | 5.5%                       | 5.8%                       |
| 42 | ngày 31 tháng 1 năm 2016  | 3.8%                       | 4.9%                       | 5.3%                       | 6.2%                       |
| 43 | ngày 7 tháng 2 năm 2016   | 3.1%                       | 3.5%                       | 4.3%                       | 4.8%                       |
| 44 | ngày 7 tháng 2 năm 2016   | 6.6%                       | 7.6%                       | 8.3%                       | 9.1%                       |
| 45 | ngày 13 tháng 2 năm 2016  | 3.6%                       | 4.7%                       | 5.2%                       | 6.1%                       |
| 46 | ngày 14 tháng 2 năm 2016  | 3.8%                       | 4.0%                       | 5.8%                       | 5.9%                       |
| 47 | ngày 20 tháng 2 năm 2016  | 4.2%                       | 5.7%                       | 6.8%                       | 8.3%                       |
| 48 | ngày 21 tháng 2 năm 2016  | 3.6%                       | 4.8%                       | 5.7%                       | 6.7%                       |
| 49 | ngày 27 tháng 2 năm 2016  | 3.9%                       | 5.1%                       | 5.7%                       | 6.9%                       |
| 50 | ngày 28 tháng 2 năm 2016  | 4.1%                       | 4.5%                       | 5.8%                       | 6.2%                       |
| - Trong bảng trên đây, số màu xanh biểu thị cho tỷ lệ người xem thấp nhất và số màu đỏ biểu thị cho tỷ lệ người xem cao nhất. - Bộ phim này được phát sóng trên hệ thống các kênh truyền hình cáp/trả phí nên số lượng người xem thấp hơn so với truyền hình miễn phí (ví dụ như KBS, SBS, MBC hay EBS). |                           |                            |                            |                            |                            |

## Thời gian phát sóng chi tiết
| Phát sóng | Ngày phát sóng                            | Khung thời gian phát sóng              | Thời lượng phát sóng |
| --------- | ----------------------------------------- | -------------------------------------- | -------------------- |
| SBS       | 22 tháng 8 năm 2015 - 7 tháng 2 năm 2016  | Tối thứ 7 và Chủ Nhật từ 10:00 ~ 11:10 | 1 giờ 10 phút        |
| SBS       | 13 tháng 2 năm 2016 - 28 tháng 2 năm 2016 | Tối thứ 7 và Chủ Nhật từ 9:55 ~ 11:10  | 1 giờ 15 phút        |

## Lý do hoãn chiếu và thay đổi giờ chiếu
- Ngày 26 tháng 9 năm 2015: Tập 11 và 12(Ngày 27 tháng 9 năm 2015) đã bị hoãn lại do chương trình phát sóng đặc biệt của Chuseok.
- Tập 11 phát sóng bù vào ngày 03/10/2015 và tập 12 phát sóng bù vào ngày 04/10/2015.
- Việc phát sóng tập 22, dự kiến vào ngày 8 tháng 11 năm 2015, đã bị hoãn do trận đấu bóng chày giữa Hàn Quốc và Nhật Bản.
- Tập thứ 23 dự kiến phát sóng vào ngày 15 tháng 11 năm 2015 đã bị hoãn do trận đấu bóng chày giữa Hàn Quốc và Mỹ.
- Tập 23 phát sóng bù ngày 21/11/2015 bị lùi thời gian chiếu gần 50 phút do một trận bóng chày.
- Tập 34, dự kiến vào ngày 27 tháng 12 năm 2015, đã bị hoãn chiếu do phát sóng chương trình ca nhạc SBS Gayo Daejeon
- Tập 38 được phát sóng, dự kiến vào ngày 16 tháng 1 năm 2016, đã bị hoãn chiếu do trận đấu bóng đá vòng loại Olympic 2016 giữa Hàn Quốc và Yemen.
- Ngày 6 tháng 2 năm 2016: hoãn do chiếu Survival Show, một chương trình đặc biệt của Tết Nguyên đán
- Ngày 7 tháng 2 năm 2016: 2 tập phát sóng liên tiếp từ 10 giờ tối (tập 43, 44)